# Grunchia adnexa
Grunchia adnexa är en insektsart som beskrevs av Blocker 1979. Grunchia adnexa ingår i släktet Grunchia och familjen dvärgstritar. Inga underarter finns listade i Catalogue of Life.